# Linux-Einsatzbereiche
Dieser Artikel gibt einen Überblick über die technischen Einsatzmöglichkeiten des Betriebssystems Linux. Aufgrund der freien Lizenz können sowohl Privatpersonen als auch Unternehmen und öffentliche Einrichtungen Linux nutzen. Sammlungen von Software gibt es in verschiedenen Linux-Distributionen, welche sich maßgeblich durch ihre Installation, die vorinstallierte Software sowie den Paketmanager unterscheiden.

## Desktop

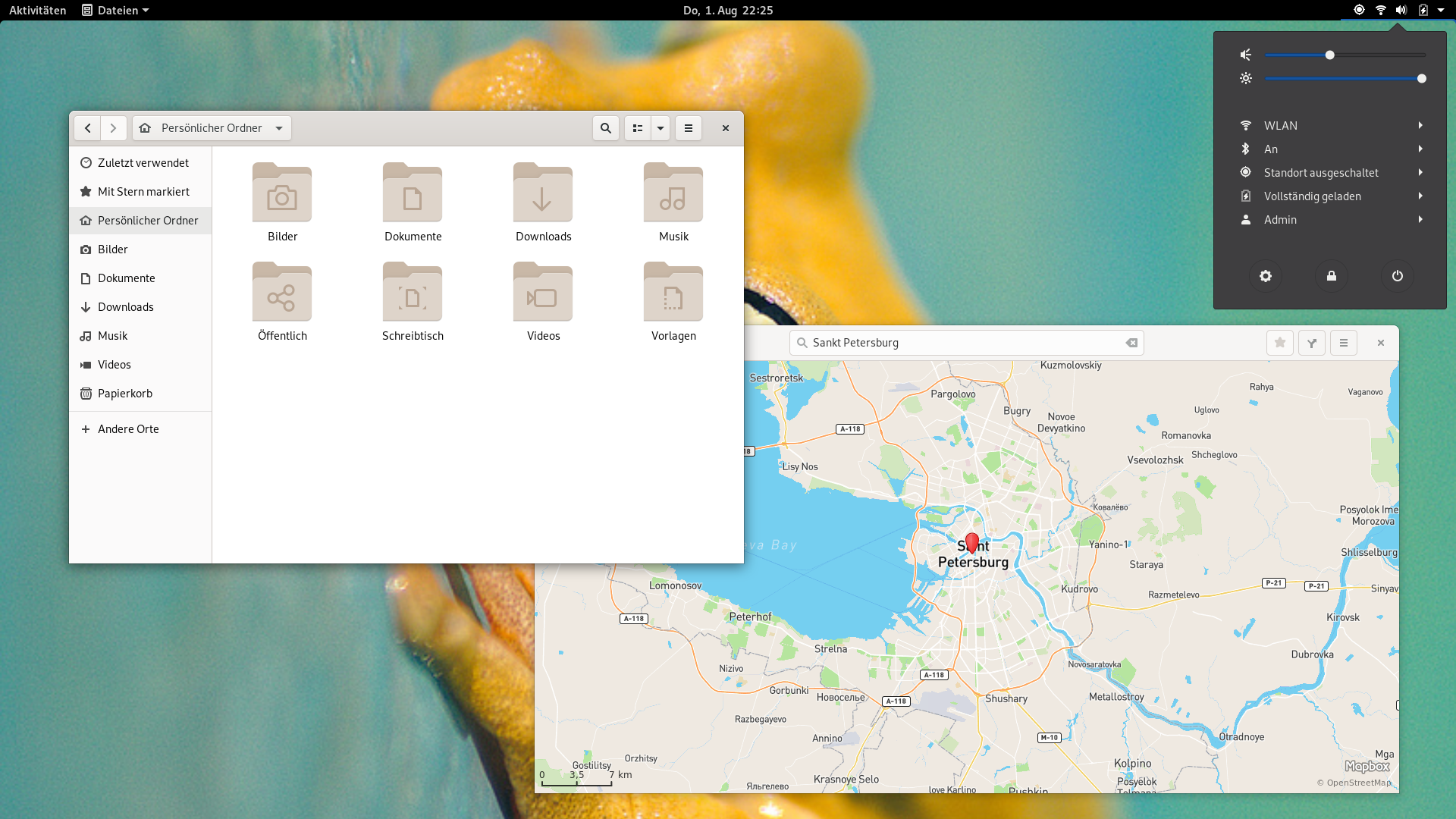
Gnome-Desktop (Version 3.32)

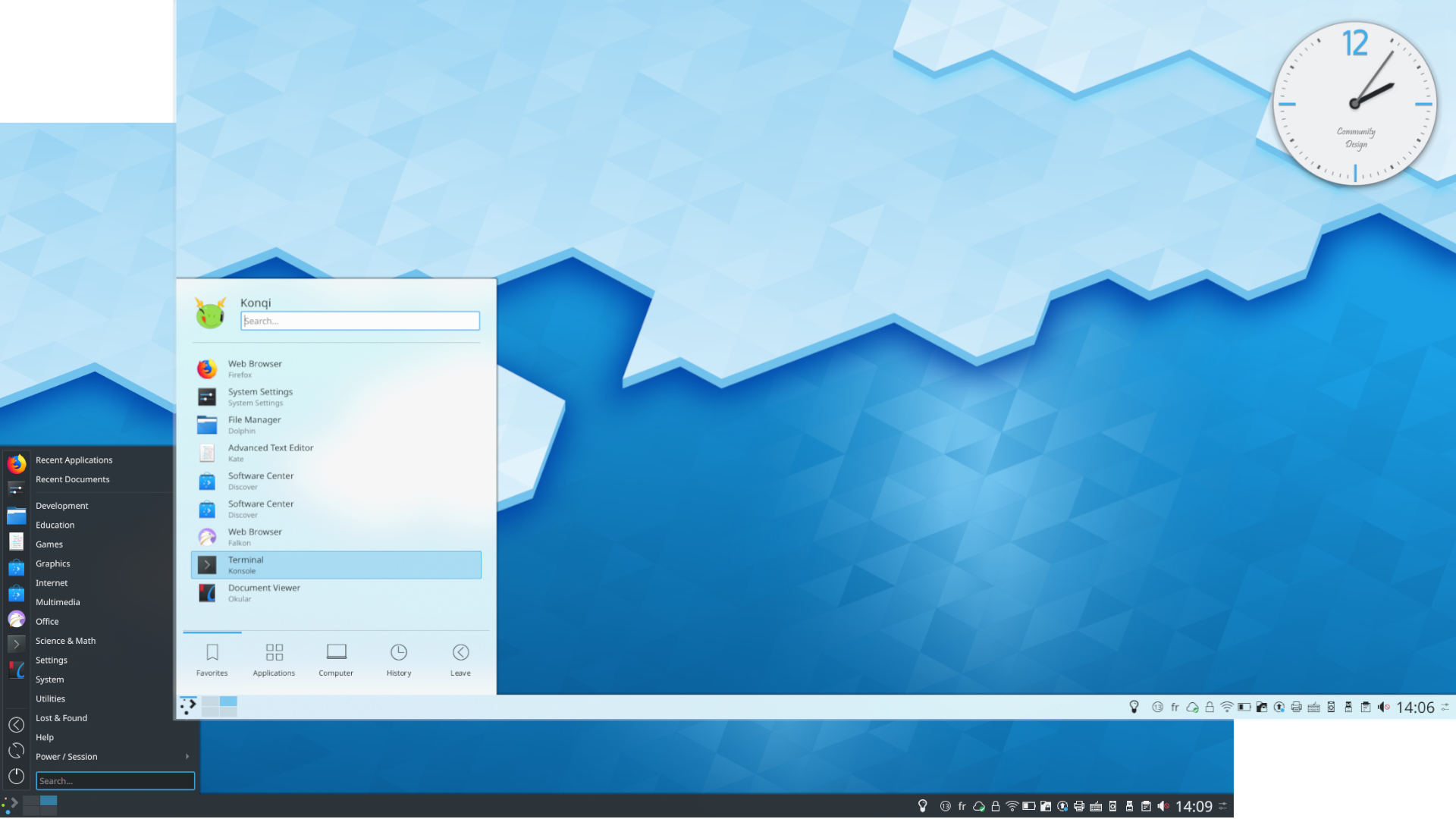
Desktopoberfläche des KDE-Projektes

Eine anspruchsvolle Computerinstallation ist der PC als Schreibtischgerät. Der Benutzer soll mit ihm arbeiten können, ohne sich des technischen Hintergrunds des Systems bewusst sein zu müssen. Eine typische Installation einer Linux-Distribution enthält einen Displayserver (X11 oder Wayland) sowie eine Desktop-Umgebung und Anwenderprogramme. Dazu gehören sowohl Office-Programme wie LibreOffice, als auch Programme zur Bildbearbeitung (häufig GIMP), Browser und E-Mail-Software. Bei Installationen für Firmen und Büros kommen meistens noch andere Programme wie zum Beispiel Software zur Unternehmensplanung hinzu. Für Entwickler gibt es Entwicklerwerkzeuge wie Eclipse, KDevelop und die GNU Compiler Collection.

### Marktanteile
In der Praxis wird Linux eher zögerlich im Desktop-Bereich eingesetzt. Die Verbreitung kann wegen der kostenlosen und dezentralen Verfügbarkeit nur schwer abgeschätzt werden. 2002 lief Linux auf 2,8 % aller in diesem Jahr verkauften Rechner (Schätzwert). Im Jahr 2011 lag der Wert ungefähr im 1-%-Bereich, die Quelle nutzt zur Bestimmung des Marktanteils die „User Agent-Information“ des Webbrowsers. Bei den Netbook-Betriebssystemen, einer ursprünglich reinen Linux-Domäne, hat sich der Anteil bei Verkäufen mit vorinstalliertem Linux-Betriebssystem mit der Verfügbarkeit von Windows XP als Option bis 2009 auf unter 10 % verringert. Von Sommer 2011 bis Anfang 2012 konnte ein starker Anstieg (ca. 40 %) der Zugriffszahlen auf Webseiten durch Linux-Desktop-Systeme verzeichnet werden. Somit belief sich der Marktanteil im Dezember 2011 auf 1,4 %. Ob der Anstieg mit den Chromebooks oder dem 20-jährigen Jubiläum von Linux im Zusammenhang steht, ist unklar. Bis zum Jahr 2015 war ein weiterer Anstieg auf rund 1,6 % festzustellen.

### Grafische Oberflächen
Nicht zwingend, aber üblich werden die grafischen Oberflächen auf einem der verfügbaren Fenstersysteme eingesetzt. Als Alternative zum allgemein üblichen X Window System zeichnet sich Wayland ab. Auf dem bekannten Linux-Abkömmling Android kommt wiederum eine eigene, nicht X-Window-basierte GUI zum Einsatz.

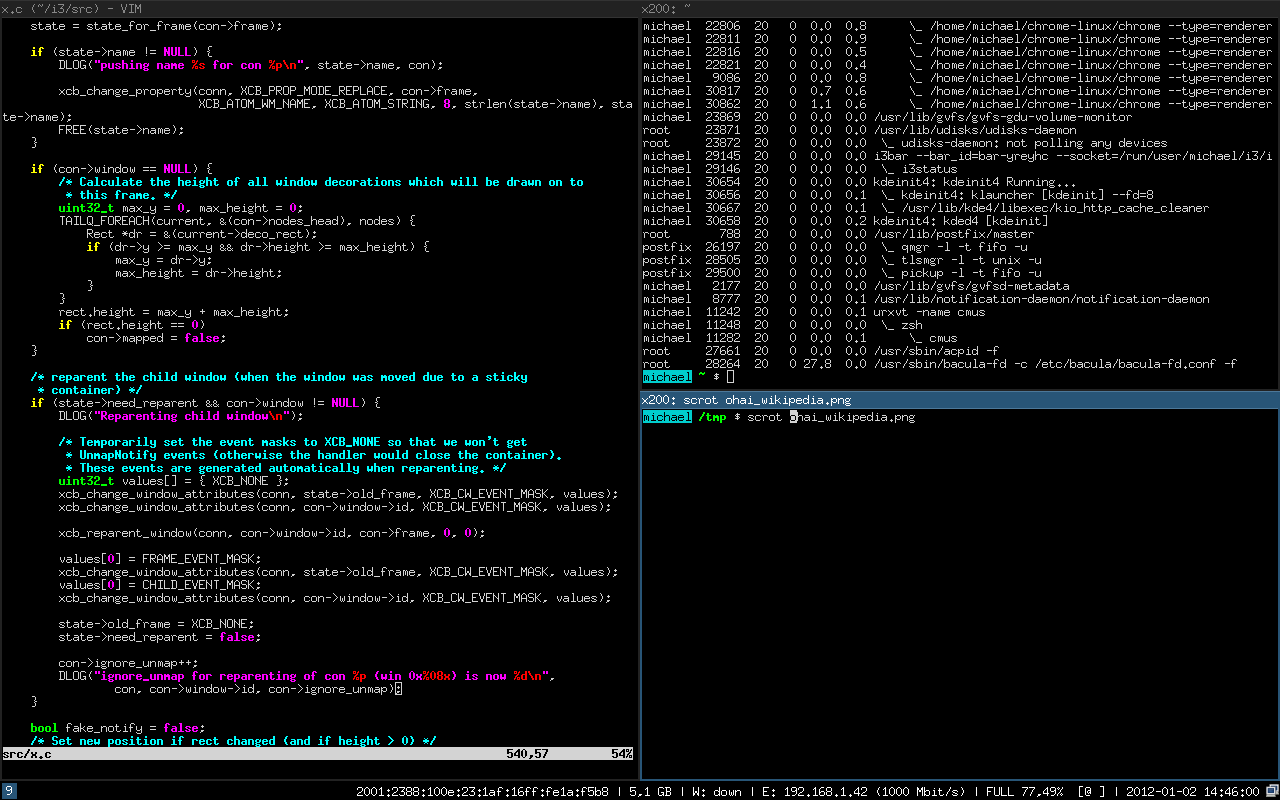
Fenstermanager i3, welcher geöffnete Anwendungen standardmäßig kachelartig anordnet

Heutzutage sind viele übliche Funktionen des Systems über intuitive grafische Benutzeroberflächen erreichbar. Weiterhin wird bei der Weiterentwicklung der direkten Schnittstelle mit dem Nutzer, der Desktop-Umgebung, immer mehr Wert auf eine benutzer- und einsteigerfreundliche Gestaltung gelegt.
Die beiden größten Desktop-Umgebungen für Linux, Gnome und KDE, haben dafür Richtlinien erstellt, die von jedem Programm und jeder Funktion eingehalten werden sollten, um dem Benutzer ein einheitliches Erscheinungsbild und Bedienkonzept (Look and Feel) zu bieten. Gnome setzt dabei auf GTK, KDE auf Qt.
Ende 2020 war laut der Arch-Linux-Statistiken KDE Plasma mit 33,29 % die beliebteste Oberfläche, gefolgt von Gnome mit 26,92 %.
Da die Richtlinien beider Desktops voneinander abweichen, erscheinen Programme der einen Umgebung in der anderen Umgebung uneinheitlich. Diesem Problem soll durch Standardisierung und Zusammenarbeit der Projekte begegnet werden. Am bekanntesten ist hier die Initiative freedesktop.org. Auch die Linux Standard Base hat eine eigene Projektgruppe in den späten 1990ern, die LSB Workgroup, ins Leben gerufen. Ziel ist Schaffung verlässlicher Standards für Entwickler von Anwendungsprogrammen und Linux-Distributionen, um eine weitreichendere Kompatibilität zwischen diesen zu erreichen, ein Ziel, das noch nicht erreicht ist. Andere Projekte kümmern sich auch um Einzelbereiche, dazu gehört z. B. das Tango!-Projekt, das ein einheitliches Aussehen durch Gestaltungsrichtlinien und die Verwendung einheitlicher Icons (Schaltflächen) zu erreichen versucht.
Composition-Manager ermöglichen hardwarebeschleunigte 3D-Effekte auf dem Desktop, zum Beispiel Schlagschatten, Transparenz und Animationen.
Um die Entwicklung und auch die Verbreitung von Linux auf dem Desktop voranzubringen, hat sich in der Linux Foundation die The Desktop Linux Working Group gebildet, die alle Kräfte bündeln und koordinieren soll, die sich mit der Thematik beschäftigen.

### Multimedia
Die Multimediaunterstützung wird je nach Nutzerbedarf und -verhalten unterschiedlich bewertet. Der Umgang mit den meisten gängigen Audio- sowie Videoformaten ist kein Problem. Allerdings bieten einige Distributionen aus lizenzrechtlichen Gründen von Haus aus keine Möglichkeit, proprietäre Formate wie H.265 abzuspielen, obwohl teilweise freie Software für den Umgang mit diesen verfügbar ist. Grund hierfür sind die Lizenzgebühren, welche in einigen Ländern für die Verbreitung der entsprechenden Programme fällig würden, da verschiedene Firmen Patentansprüche auf diese Formate erheben. Diese werden jedoch nicht in allen Ländern anerkannt. Die entsprechenden De- und Encoder müssen daher teilweise vom Endbenutzer erst nachinstalliert werden, zum Beispiel über FFmpeg. Bei erloschenen Patentansprüchen ist dies in der Regel unproblematisch, ein Beispiel für einen solchen Fall ist das Audioformat MP3, dessen letzte Patente 2017 in den USA ausliefen.

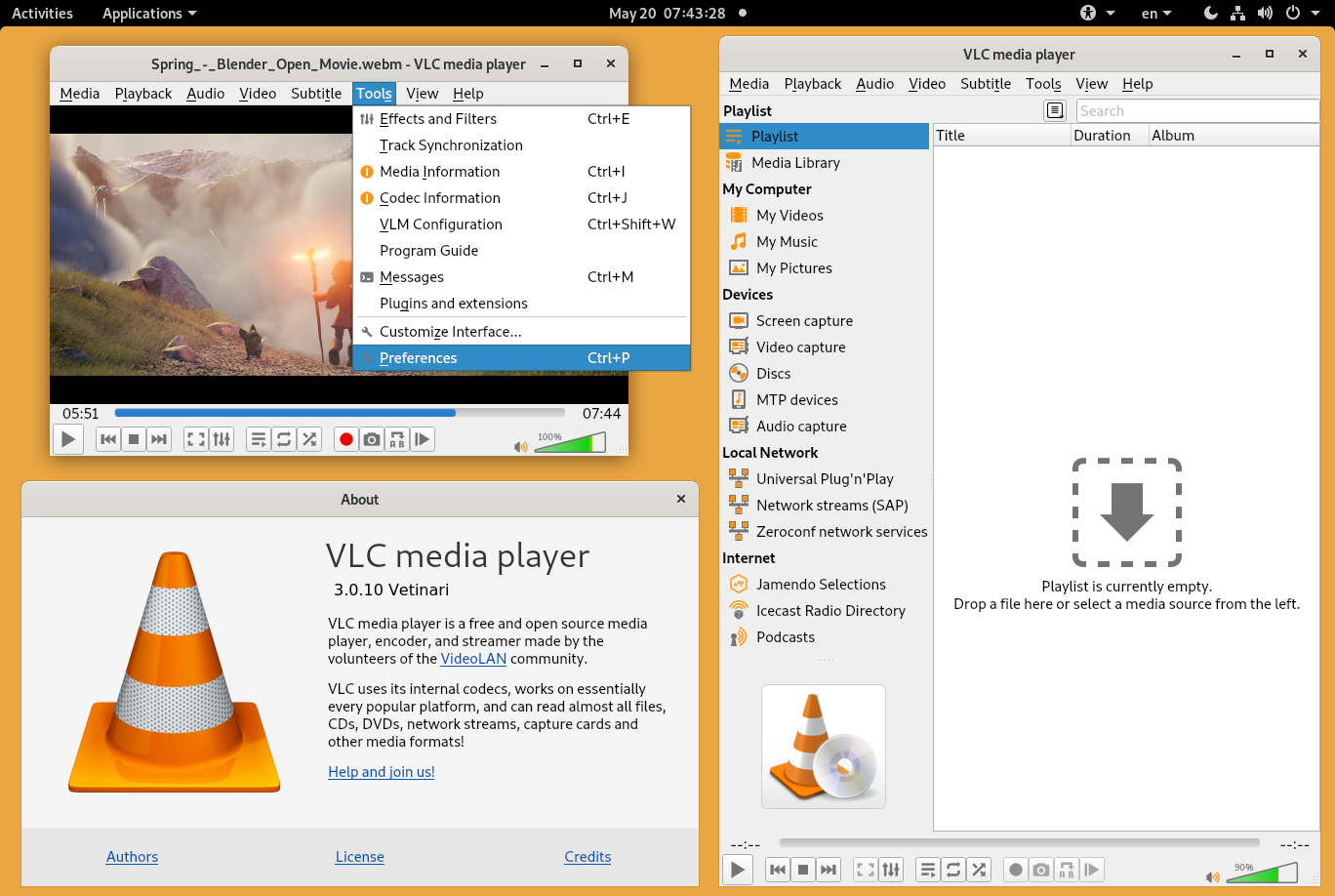
VLC media player unter Gnome: eine portable, freie Mediaplayer-Software für Audio- sowie Videodateien

Das Abspielen und Umkodieren von Videodateien und Videostreams für eine Vielzahl von verbreiteten, aber auch ungewöhnlichen Formaten ist unter Linux beispielsweise mit den Programmen HandBrake und VLC möglich. Diese Programme können auch DVDs und Blu-rays abspielen und rippen, für verschlüsselte Medien sind allerdings Programmbibliotheken wie libdvdcss oder libaacs nötig, die wegen unklarer Rechtslage in vielen Ländern auch wieder vom Benutzer selbst nachinstalliert werden müssen. Kommerzielle DVD-Abspielsoftware wie PowerDVD existiert, hat aber aufgrund der hohen Bedeutung von freier Software nie große Popularität erlangt.
Ebenso gibt es auch keine Linux-Version der beiden weit verbreiteten Multimediaprogramme QuickTime Player und Windows Media Player, deren eigene Videoformate aber inzwischen durch Reverse Engineering verstanden und die Unterstützung dafür in die freien Abspielprogramme und teilweise auch in die freie Umkodiersoftware eingeflossen ist. Ähnlich sieht es mit proprietären Audioformaten wie AC3 aus, welche jedoch teilweise auch wie beim MP3-Format durch Ablauf der Patente frei verfügbar sind. Auf x86-basierten Systemen können zudem die für MS-Windows geschaffenen originalen Codec-Bibliotheken der Hersteller verwendet werden, sofern kein nativer Codec existiert.
Das Abspielen von DRM-geschützten Audio- und Videodateien (zum Beispiel bei Netflix) ist mit Googles Widevine in Chrome und Firefox möglich. In einigen Fällen sind Inhalte jedoch an nicht portierte anbieterspezifische Playeranwendungen gekoppelt, welche unter Linux nicht genutzt werden können.
Eine deutlich andere Situation zeigt sich im Bereich professioneller Multimedia-Bearbeitung. Mit dem JACK Audio Connection Kit steht unter Linux eine spezielle Sound-Architektur zur Verfügung, die besonders niedrige Latenzzeiten bietet. Sie wird von Programmen wie Ardour genutzt. In der Filmbranche erfreut sich Linux besonderer Beliebtheit: die Spezialeffekte vieler Filme wurden mit Hilfe von Linux-Rechnerverbünden gerendert. So hat beispielsweise das häufig unter Linux eingesetzte Programm CinePaint bei der Erstellung von Filmen wie den Harry-Potter-Verfilmungen geholfen.
Zwischen diesen verschiedenen Situationen ist der Übergang aber fließend. Mit der zunehmenden Entwicklung proprietärer Lösungen auch für Linux ist aber davon auszugehen, dass die vorhandenen Lücken in naher Zukunft geschlossen werden. Ein Beispiel ist der Bereich des Videoschnitts, bei dem es sowohl proprietäre Lösungen wie das Programm MainActor der Firma MainConcept gibt, als auch Lösungen der Freie-Software-Bewegung wie z. B. die Software Kino oder Cinelerra, das für professionelle Hardware ausgelegt ist.

### Computerspiele

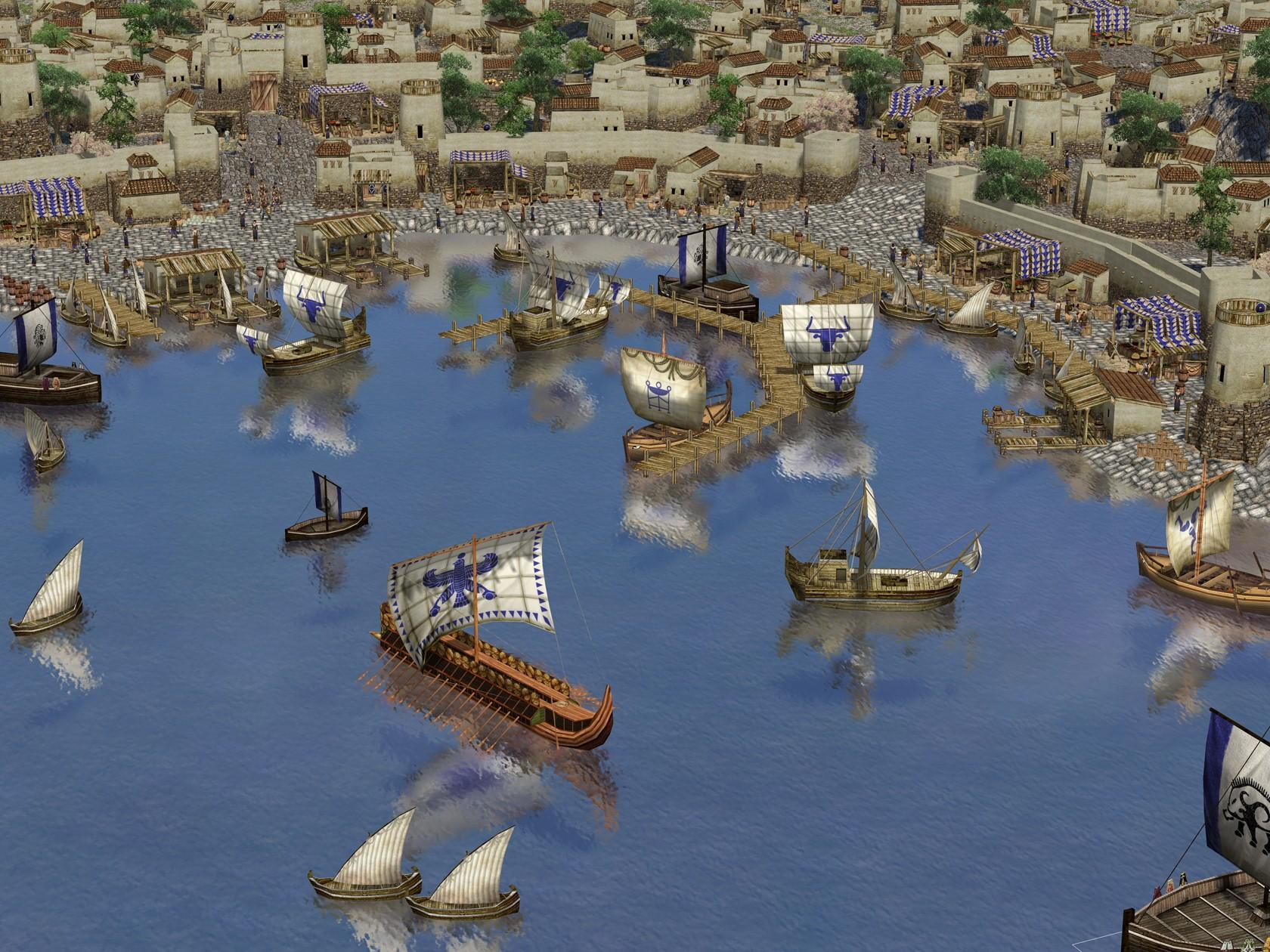
Das freie Spiel 0 A.D.

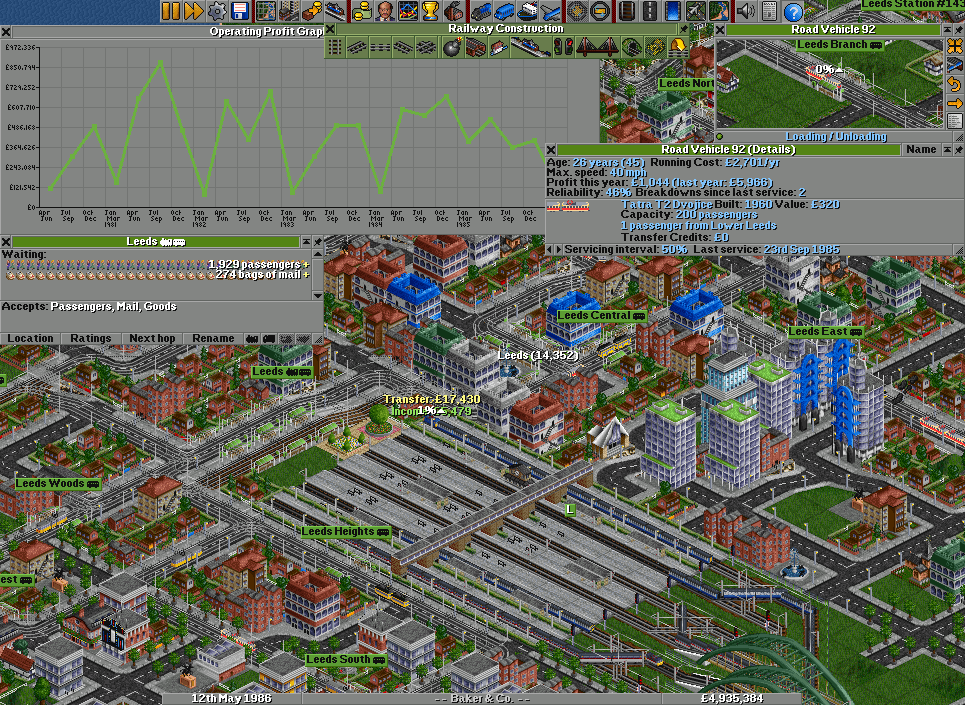
OpenTTD, ein quelloffener Klon des 1994 erschienenen Wirtschafts-Simulationsspieles Transport Tycoon Deluxe

Als Programmierschnittstelle für hardwarebeschleunigtes Rendering sind OpenGL und Vulkan verfügbar und auch geeignet, obwohl das Hauptaugenmerk bei der Entwicklung von OpenGL eher CAD-Anwendungen als Computerspiele waren. Aufgrund dieser Prioritätensetzung galt und gilt OpenGL in einigen Kreisen als den neusten Versionen von Direct3D nicht ebenbürtig. Vulkan ist als Nachfolger von OpenGL gedacht und ermöglicht durch hardwarenahe Programmierung bessere Leistung sowie neuartige Features wie Raytracing, welche sonst nur in DirectX verfügbar sind. Die teilweise proprietären Linux-Treiber der Hersteller implementieren jeweils die neueste Version der Grafikschnittstellen und sind bezüglich ihrer Leistung mit ihren Windows-Pendants vergleichbar. Die verfügbaren freien Implementierungen von OpenGL sowie weiterer APIs werden im Mesa-3D-Projekt entwickelt.
Der Linux-Kernel ist sehr leistungsfähig, wie sein Einsatz auf Supercomputern, Servern oder mobilen Geräten zeigt, und der Umstand, dass er frei verfügbar ist, ist grundsätzlich als Vorteil anzusehen. Die geringe Verbreitung von Linux auf Heimcomputern sowie einige der geschilderten Probleme sind daher als Hauptgrund für die Vernachlässigung seitens der Spieleindustrie zu nennen. Trotz allem sind durchaus kommerzielle Spiele für Linux verfügbar. Der amerikanische Spieleentwickler und -publisher Valve verbreitet seit 2013 die Vertriebsplattform Steam und eigene bekannte Titel wie Counter-Strike: Global Offensive oder Dota 2 unter anderem auch für Linux.
Außerdem gibt es eine Reihe von freien Spielen, siehe Liste quelloffener Computerspiele.
Manche Befürworter von Linux als Spieleplattform sind der Ansicht, klassische Spiele wie Quake III Arena oder Unreal Tournament seien der Beginn des Umdenkens der Spielehersteller. Spiele wie Doom 3, Wolfensten: Enemy Territory und andere gibt es seit Release auch als Linux-Version.
Dank Bemühungen der Open-Source-Community und starker finanzieller Unterstützung durch Valve sind inzwischen auch viele ursprünglich exklusiv auf Windows nutzbare DirectX-Spiele auf Linux lauffähig. Proton, eine Abspaltung des Wine-Projektes welche verschiedene Komponenten wie DXVK (einer auf Vulkan aufbauenden Implementierung mit Unterstützung von D3D8 bis D3D11) oder VKD3D (Vulkan-basierte Grafikbibliothek mit einer zu D3D12 kompatiblen API) vereint, ermöglicht das Ausführen von PC-Spielen für Windows unter Linux, teilweise mit nahezu nativer Performance. Laut der Datenbank ProtonDB, welche Nutzerberichte sammelt und aggregiert, sind Ende 2020 79 % der 100 beliebtesten Spiele auf Steam unter Linux spielbar. Ein prominentes Beispiel ist das Spiel CyberPunk 2077, welches bereits unmittelbar nach der Veröffentlichung unter Linux ausführbar war.

#### Vorhandene Ressourcen für Computerspiele
- Der Linux-Kernel ist effizient und stellt leistungsfähige Mechanismen für die Interprozesskommunikation zur Verfügung
- Eine zentrale Sammlung von APIs samt Software Development Kit (SDK) wie DirectX ist für Linux zwar nicht verfügbar, jedoch gibt es durchaus Software für Computerspiele-Entwicklung, z. B. die OpenGL- und Vulkan-API sowie einige andere Bibliotheken und Werkzeuge
- Allegro-Bibliothek
- ClanLib
- Simple and Fast Multimedia Library
- Simple DirectMedia Layer, samt Sound API für Vollbild-Spiele[23]
- wxWidgets
- Die SDKs Godot, Crystal Space und viele weitere

### Desktop-Migration
Weltweit erfolgte innerhalb zahlreicher Verwaltungen und Unternehmen die Migration von Microsoft Windows auf das Linux Betriebssystem. Das bedeutet, es kommt eine der zahlreichen Linux-Distributionen samt Fenstersystem und Desktop-Umgebung oder ein eigener Fork zum Einsatz. Weitere Verwaltungen und Unternehmen erwägen die Umstellung ihrer Arbeitsplatzrechner auf das Linux Betriebssystem.
Zwei der bekannteren erfolgreichen Beispiele für einen Fork, sind die Stadtverwaltung von München, die viele ihrer Arbeitsplatz-Computer auf LiMux-Projekts, sowie die Gendarmerie nationale, die 72.000 Arbeitsplätze auf GendBuntu umgestellt haben.
Ein Beispiel aus dem Industriebereich ist der Auto-Hersteller Citroën, der Anfang des Jahres 2007 20.000 Desktops auf Linux umgestellt hat.
Bekannte Schwierigkeiten sind einer mangelhaften Koordination sowie Kommunikation geschuldet und münden häufig in einer verzögerten Akzeptanz der neuen und fremden Arbeitsoberfläche durch entweder technisch weniger versierte oder unwillige Mitarbeiter. Die fast grenzenlos mögliche Anpassung des gesamten Betriebssystems und insbesondere der Arbeitsoberfläche an die Wünsche der Mitarbeiter kann sich so unnötig in die Länge ziehen, unnötige Kosten verursachen und sogar zum Scheitern der Migration führen. Dies ist insbesondere der Fall, wenn nicht nur das Betriebssystem, sondern auch die zum Einsatz kommende Software gewechselt wird. Die Software wird in der Regel aus dem gleichen Grund gewechselt, aus welchem das Betriebssystem gewechselt wird, also hauptsächlich die Einsparung der Lizenzkosten sowie die Einstellung des Supports für die alte Version. Es kann jedoch auch sein, dass die alte Software vom Hersteller nicht auf Linux portiert wird, und man somit gezwungen ist, mit dem Betriebssystem auch die Software zu wechseln.
So kann die technische Umstellung der Zusatzsoftware teuer werden, andererseits müssen sich viele Benutzer auch erst an die neue Desktop-Umgebung gewöhnen, was eventuell zeit- und kostenintensiv werden könnte. Ein lohnender Zeitpunkt für eine Umstellung der Firmendesktops ist daher, wenn ohnehin auf ein neues Betriebssystem mit all seinen Neuerungen in der Ablauflogik umgestellt werden muss, da der Hersteller seine alte Version oder den Support dafür aufgekündigt hat. Die Umgewöhnung eines Sachbearbeiters von Windows XP auf Windows 8 ist etwa vergleichbar mit der Umgewöhnung von Windows XP auf den KDE- oder Gnome-Desktop unter Linux.
Da eine Umrüstung auf eine aktuelle Windows-Version sehr oft auch den Kauf neuer Hardware erfordert, setzen viele Institutionen verstärkt auf eine Thin-Client-Lösung mit Linux, bei der die rechenintensiven Aufgaben nicht mehr von den Arbeitsplätzen, sondern von zentralen Servern erledigt werden. Auf diese Weise erspart man sich große Teile eines sonst fälligen Hardware-Aufrüstungen. Wenn die vorhandene Netzwerk-Infrastruktur es außerdem erlaubt, die Installation übers Netzwerk vorzunehmen, so verringert dieser Umstand den personellen Aufwand für die Installation von Linux auf sämtlichen Arbeitsrechnern erheblich.
Falls große Teile der Software sowieso bereits über ein Web Interface bereitgestellt werden, die Interaktion also über einen Webbrowser stattfindet, wie zum Beispiel, bei den Arbeitsagenturen, sind die Hürden für eine Migration besonders gering.

### Schulen und Lernen
Es gibt zahlreiche Distributionen, die gezielt für den Einsatz in Schulen bzw. zur Lernunterstützung entwickelt worden sind. Dabei reicht das Spektrum der enthaltenen Anwendungen von schultypischen Verwaltungsaufgaben über Lernsoftware bis hin zu altersgerechten Internetfiltern. Die Filter sollen Kindern den Zugang zum Internet ermöglichen, ohne sie dabei jugendgefährdenden Inhalten auszusetzen. Ein Augenmerk vieler Entwickler gilt der einfachen Bedienbarkeit. Distributionen mit dem Schwerpunkt Schule und Lernen sind z. B. Open School Server, KmLinux, Skolelinux und paedML.
Allerdings gibt es auch Beispiele für den Einsatz von Linux in Schulen, bei dem eine standardmäßige Desktopinstallation einer Distribution wie Ubuntu mit ein paar Erweiterungen auch für den Einsatz von heterogenen Netzwerken geeignet ist. Dabei wird die Altersbeschränkung direkt per Konfigurationen umgesetzt.

### Unterstützung von Windows-Anwendungen
Da sich Linux in der Betriebssystemarchitektur stark von Windows unterscheidet, ist es nicht direkt möglich, Windows-Programme unter Linux zu betreiben. In diesen Fällen bieten sich verschiedene Alternativen an:
- Viele Programme aus der Freie-Software-Szene sind für mehr als nur eine Plattform verfügbar. So gibt es z. B. von den populären Programmen OpenOffice.org, Mozilla Firefox oder auch GIMP Versionen sowohl für Linux als auch für Windows.
- Eine Reihe proprietärer Programme steht unter Linux zur Verfügung. Gerade im Bereich der wissenschaftlichen Software gibt es viele Programme für diese Plattform. Beispiele dafür sind Programme wie Matlab, Mathematica oder Maple.
- Bestehende Windows-Programme können auf die Linux-Plattform portiert werden. Dies ist üblicherweise nur ein geringer Programmieraufwand, da lediglich Eigenheiten des Betriebssystems angepasst werden müssen. Trotzdem ist diese Lösung oft sehr teuer, und die Möglichkeit einer Portierung hängt auch von der Firmenpolitik des jeweiligen Softwareherstellers ab. Eine Portierung ist insbesondere dann sinnvoll, wenn es sich um speziell für den Unternehmens- oder Verwaltungszweck entwickelte Software handelt oder wenn es auch andere Firmen gibt, die an einer Portierung interessiert sind. Mittlerweile gibt es auch schon Werkzeuge des Wine-Projekts, die eine automatisierte Softwareportierung ohne großen Programmieraufwand ermöglicht, wodurch man auch in den Genuss einer nativen Lösung für Linux kommt.DOSBox ist eine Möglichkeit, alte DOS-Spiele unter Linux zu starten.

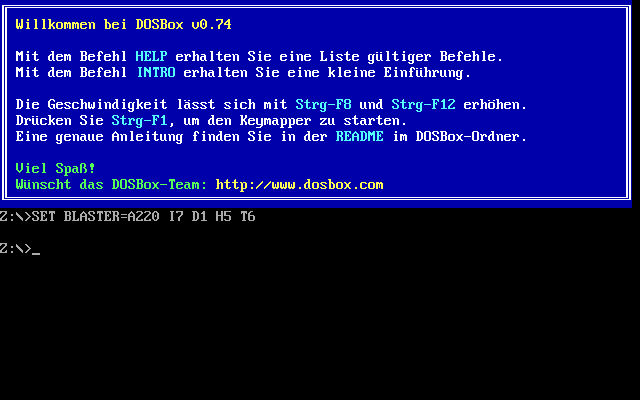
DOSBox ist eine Möglichkeit, alte DOS-Spiele unter Linux zu starten.

- Wine stellt eine auf Linux übersetzte Variante der Windows-API zur Verfügung. Damit können einige Programme direkt unter Linux laufen. Obwohl diese Varianten kein gesamtes Windows-System emulieren, ist diese Lösung manchmal langsamer (manchmal aber auch schneller) und weniger erfolgversprechend als eine Portierung. Mit kommerziellen Softwarepaketen, die auf Wine aufbauen, lassen sich aus der Windows-Welt bekannte Programme fast problemlos nutzen. Dabei bietet CrossOver Unterstützung für zahlreiche Bürosoftware wie Microsoft Office und Adobe Photoshop an, während sich Cedega auf Windows-Spiele spezialisiert hat. Eine weitere Möglichkeit ist der Einsatz einer virtuellen Maschine wie VMware, Bochs oder QEMU, die einen gesamten PC emuliert und es möglich macht, Microsoft Windows darin zu installieren. Dabei leidet allerdings die Geschwindigkeit deutlich. Auch wird einer der entscheidenden Vorteile einer Migration, die Herstellerunabhängigkeit, so wieder ausgehebelt.
- Linux und Windows können parallel auf einem Rechner installiert werden. Über einen Bootmanager wie zum Beispiel Grub oder Lilo kann ein Nutzer beim Systemstart oder Neustart entscheiden, welches System er starten will.
- Weiterhin besteht die Möglichkeit, Windows-Programme auf einem Windows-Server zu starten und deren grafische Ausgabe mit Hilfe von Remote-Desktop-Software wie z. B. NX oder rdesktop (für RDP) auf Linux Clients ausgeben zu lassen. Dieses Verfahren erfordert eine ständig bestehende Netzwerkverbindung zwischen beiden Rechnern, ermöglicht aber auch die Weiternutzung betagter Hardware als Thin Clients.Konfigurationsfenster von Wine

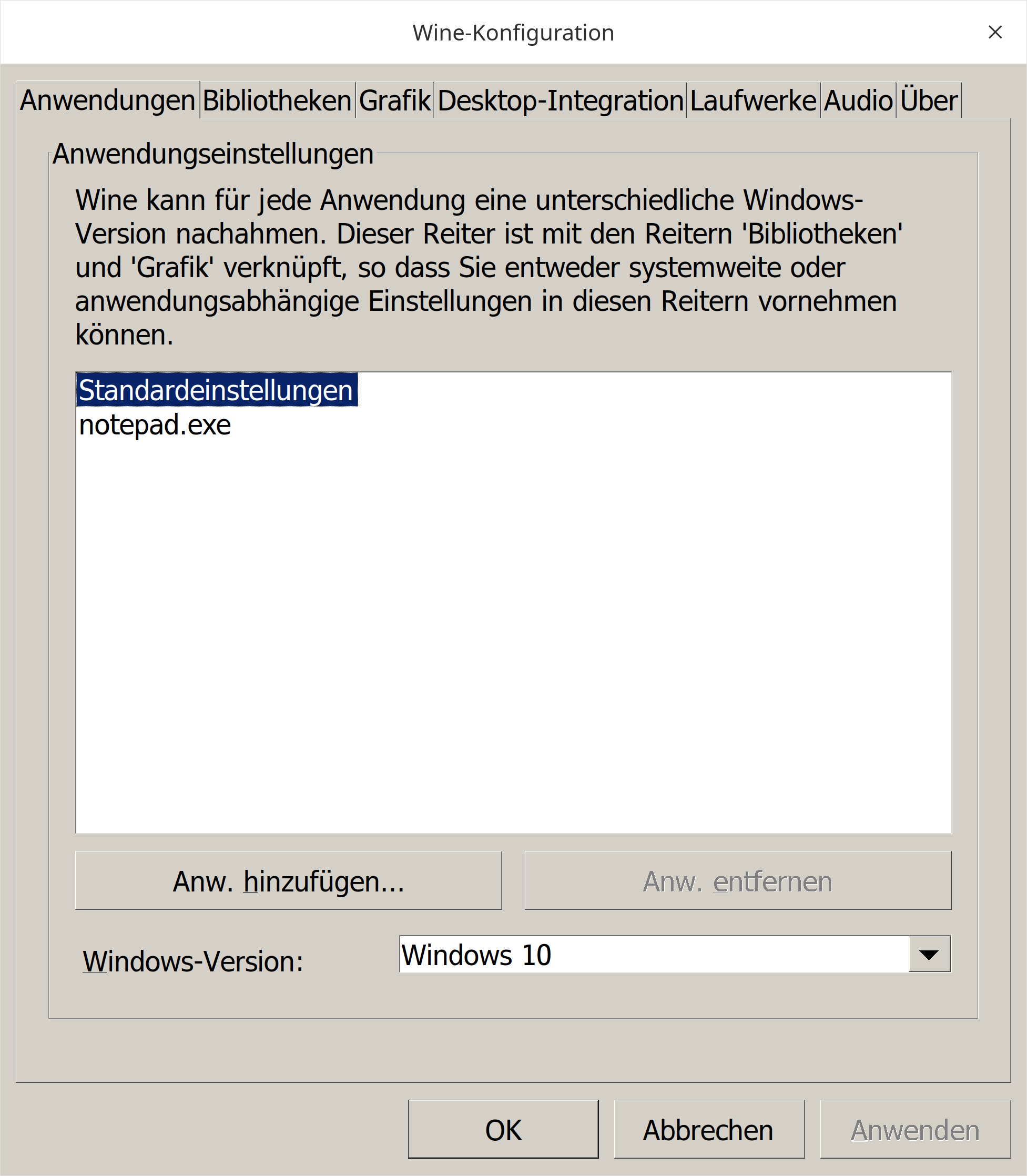
Konfigurationsfenster von Wine

- Mit Hilfe der .Net-Framework-Implementierung Mono ist es möglich, Programme, die unter dem klassischem .Net-Framework entwickelt worden sind, ohne Portierarbeit direkt unter Linux zu starten.
- Bauen die Programme noch auf der DOS-Ebene auf, so lassen sich viele mit dem Programm DOSEMU betreiben. Für DOS-Spiele bietet sich dabei auch DOSBox an. Auch für andere Spielkonsolen und Betriebssysteme gibt es unter Linux Emulatoren, zum Beispiel den Nintendo-DS-Emulator DeSmuME.
- Für viele Funktionen gibt es unter Linux eigene Programme. Wenn also ein Programm nicht unter Linux verfügbar ist, so ist meist aber die Funktion in einem anderen Programm verfügbar. Beispiele dafür sind Programme wie Kontact, Novell Evolution und Konqueror.
- Zumindest theoretisch besteht die Möglichkeit, selbst als Programmierer ein Programm zu schreiben, das die benötigten Funktionen enthält. Da viele freie Oberflächenbibliotheken zur Verfügung stehen, die ohne Lizenzgebühren genutzt werden können, und in den meisten Linux-Distributionen viele Softwareentwicklungswerkzeuge beigefügt sind, bietet sich einem Programmierer eine sehr programmierfreundliche Umgebung. Die meisten der hier aufgeführten Lösungen sind auf diesem Weg entstanden oder angestoßen worden.

### Unterstützung von Mac-Anwendungen
Apples macOS ist GNU/Linux in vielen Belangen sehr ähnlich. Beide Systeme sind Unix- bzw. unixoide Betriebssysteme und haben Teile der Berkeley Software Distribution übernommen. Seit Version 10.5 ist macOS SUSv3-zertifiziert und damit voll POSIX-kompatibel, während Linux sich weitgehend an POSIX hält bzw. POSIX-kompatibel konfiguriert werden kann. Beide Systeme verwenden zu einem Teil die gleichen Systemwerkzeuge und Systemdienste, dazu gehören u. a. rsync, NFS, Samba, Bash bzw. zsh (seit macOS 10.5 von 2019), vi, grep, CUPS, syslog oder cron. Da native macOS-Anwendungen teils proprietäre Programmierschnittstellen verwenden, sind viele macOS-Anwendungen nicht direkt für Linux kompilierbar. Das GNUstep-Projekt hat zwar einige Cocoa-Funktionen übernommen, womit es teilweise möglich ist, Quelltext von macOS-Programmen unter Linux zu kompilieren, bestehende macOS-Apps sind damit jedoch nicht ausführbar.
Das ältere klassische Mac OS kann unter Linux mit QEMU emuliert ausgeführt werden, womit ein Großteil aller m68k- und PowerPC-Macintosh- und Carbon-Anwendungen ausgeführt werden kann. Auch ältere Versionen von Mac OS X für PowerPC und Intel kann unter QEMU emuliert oder virtualisiert ausgeführt werden.
Viele Mac-Programme sind somit per Emulation indirekt auch unter Linux verwendbar, aktuelle Versionen von Apps für die Mac-Plattform jedoch nicht. Für die Emulation wird außerdem das originale Mac-Betriebssystem benötigt, und es werden mehr Ressourcen verbraucht (u. a. Speicherplatz für ein Speicherabbild als virtuellen Datenträger sowie Arbeitsspeicher für das in der Emulation/Virtualisierung geladene Mac OS).

### Unterstützung von Anwendungen weiterer Betriebssysteme
Das Projekt OS2Linux stellt Bibliotheken zur Verfügung, um OS/2- oder eComStation-Anwendungen einfach auf Linux zu migrieren.

### Unterstützung von Menschen mit Behinderungen
Um unter Linux Barrierefreiheit zu gewährleisten, arbeiten mehrere Projekte an der Thematik. Während die beiden großen Desktops, Gnome und KDE, jeweils eigene Projektgruppen haben, die sich mit der Thematik beschäftigen, gibt es auch Arbeitsgruppen innerhalb der Distributoren oder Gruppen, die Projekt- und Firmenübergreifend arbeiten. Am bekanntesten ist hierbei die FSG Accessibility Workgroup.
Die Arbeit dieser Projekte ermöglicht es unter anderem, unter Linux Braillezeilen zu nutzen, sich aus vielen Programmen Dokumente und Geschriebenes vorlesen zu lassen oder auf dem Bildschirm nur mit Maus oder nur mit speziellen Tasten zu navigieren.

## Spieleplattform
Linux-Kernel basierte Betriebssysteme eignen sich als Plattform für Computerspiele. Entweder kann ein typisches Linux auf dem Desktop durch den Einsatz von entsprechender Software dermaßen erweitert werden, dass es sich zusätzlich für die Entwicklung und das Spielen von Videospielen eignet, oder aber, es kann auch eigen eigene Plattform konzipiert werden, die ausdrücklich diesem Zweck dient. Beispiele sind Steam OS unter anderem für Steam Machines oder die Betriebssysteme der Handheld-Konsolen Pandora (Konsole), GP2X, Nintendo 3DS und Neo Geo X. Auf dem Nvidia Shield läuft Android. Google Stadia verwendet serverseitig Linux. Der Steam Deck verwendet die Kompatibilitätsschicht Proton, um die Kompatibilität zu erhöhen.

## Server-Systeme

Das LAMP-Software-Bündel (hier zusätzlich mit Squid). Eine Hochleistungs- und Hochverfügbarkeits-Lösung für die feindselige Internet-Umgebung

Aufgrund der Verwandtschaft von Linux mit UNIX hat sich Linux auf dem Servermarkt besonders schnell etabliert. Da für Linux schon früh viel häufig verwendete und benötigte Serversoftware wie Webserver, Datenbankserver und Groupware kostenlos und weitgehend uneingeschränkt zur Verfügung stand, wuchs dort der Marktanteil stetig.
Da Linux als stabil, sicher und einfach zu warten gilt, erfüllt es auch die besonderen Bedingungen, die an ein Server-Betriebssystem gestellt werden. Der modulare Aufbau des Linux-Systems ermöglicht zusätzlich das Betreiben kompakter, dedizierter Server. Außerdem hat die Portierung von Linux auf verschiedenste Hardware-Komponenten dazu geführt, dass Linux alle bekannten Serverarchitekturen unterstützt.

### Marktanteile
Gemessen am Umsatz wurde der Marktanteil von Linux 2005 bei mit Betriebssystem verkauften Servern je nach Studie und Zählweise auf etwa 12 % geschätzt. Das jährliche Wachstum betrug dabei etwa 35 %. Nach Stückzahlen gemessen lag das Wachstum bei 20,5 %.
Dieses Wachstum geht teilweise auch auf Kosten traditioneller UNIX-Systeme, die durch Linux abgelöst werden. Die Firmen, die früher ein eigenes UNIX entwickelt und verkauft haben, verkaufen zunehmend Rechner mit Linux und beteiligen sich immer stärker an der Entwicklung von Linux. Der größte Konkurrent für Linux auf dem Servermarkt ist Microsoft Windows, das Studien zufolge 2005 einen Anteil von etwa einem Drittel am Gesamtmarkt hatte.
Die Zählungen der Studien sind aber nur bedingt repräsentativ, da viele Linux-Distributionen auf beliebig vielen Geräten installiert werden können, ohne dass dafür Lizenzgebühren entrichtet werden müssen. So entsteht eine unbekannte Dunkelziffer an Linux-Servern, die von den Studien nicht erfasst werden.
Im Oktober 2012 wurden mindestens 32 % aller Webseiten auf einem Linux-Server gehostet. Da nicht alle Linux-Server sich auch als solche zu erkennen geben, könnte der tatsächliche Anteil um bis zu 24 Prozentpunkte höher liegen. Damit wäre ein tatsächlicher Marktanteil von bis zu 55 % nicht auszuschließen.

### Einsatzbeispiele

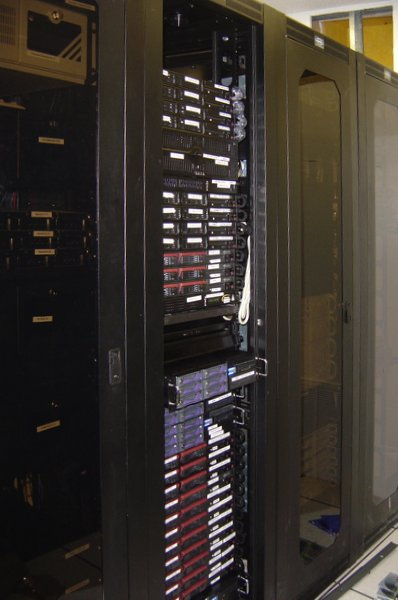
Die Server der Wikimedia Foundation sind ein Cluster-LAMP-System

Eines der wohl bekanntesten Beispiele für eine Linux-Server-Konfiguration ist LAMP. LAMP steht dabei als Abkürzung für den kombinierten Einsatz der Softwareprodukte Linux, Apache, MySQL und PHP (manchmal auch Perl oder Python). Diese Kombination ermöglicht es, auf einem Computer einen Webserver zu betreiben, der beim Aufruf der Seiten mit dem Webbrowser dynamische Inhalte aus Datenbanken zu generieren, und auch Inhalte wieder in diese Datenbank zu schreiben. Ein bekanntes Beispiel für einen solchen Einsatz ist die Software MediaWiki, die auf einem LAMP-System läuft.
Neben MySQL bzw. dessen Fork MariaDB sind nahezu alle anderen derzeit gängigen Datenbanksysteme auch auf Linux portiert worden oder im Linux-Umfeld entstanden. Linux-Datenbankserver sind bei den meisten der großen Internetkonzerne im Einsatz.
Ein anderer häufiger Einsatzbereich von Linux ist die Nutzung von Samba, oft auch in Verbindung mit einem LDAP-Verzeichnisdienst. Während der Verzeichnisdienst eine zentrale Anmeldung von Windows- und Linux-Clients ermöglicht, ermöglichen die Fähigkeiten von Samba den Dateiaustausch zwischen Computern mit Linux-Betriebssystemen und Computern mit Windows-Betriebssystemen. So ermöglicht Samba, in gemischten Netzwerken einen Linux-Rechner als zentralen Datei- und Drucker-Server einzusetzen. Dabei werden alle wichtigen Dateien an einem zentralen Punkt gespeichert, und so mehreren Nutzern gleichzeitig zur Verfügung gestellt. Da Samba ebenso wie Linux von seinen Nutzern für seine Stabilität, Performance und Skalierbarkeit gelobt wird, eignet sich die Kombination sehr gut für zentrale und wichtige Knotenpunkte von großen Netzwerken, bei denen eine heterogene Umgebung vorliegt.
Als Beispiel kann das Projekt MigOS des Deutschen Bundestags gelten. Hierbei wurden insgesamt über 100 Server von Windows NT auf Linux umgestellt. Die etwa 5000 Arbeitsplatzrechner (mit Windows) der Abgeordneten und Verwaltungsangestellten wurden über Samba und OpenLDAP eingebunden.
Neben diesen weit verbreiteten Einsatzbereichen gibt es noch eine Reihe weiterer Server-Software, die unter Linux betrieben wird. So wird die Software-Telefonanlage Asterisk häufig als zentrale Schnittstelle in Firmennetzen genutzt. Ebenso werden viele für Netzwerke elementare Dienste auf Linux-Rechnern betrieben. Dazu gehören sowohl DNS-Server als auch Mailserver und Datenbankserver.
Viele Server von Online-Spielen, sogenannte Gameserver, werden unter Linux betrieben, selbst dann, wenn das eigentliche Spiel nicht unter Linux zur Verfügung steht.

### Hardware
Die Hardware, auf der Linux als Server betrieben werden kann, ist vielfältig. Da Linux auf eine Vielzahl von Plattformen portiert wurde, kann ein Linux Server ebenso auf handelsüblicher i686-Hardware wie auch auf klassischen Serverarchitekturen, wie Alpha oder SPARC betrieben werden.
Ein Beispiel für die Linux-Unterstützung auch modernster Server-Hardware ist der IBM eServer p5. Diese Familie von 64-Bit-Servern basiert auf IBM-Power-CPUs und gehört zu den Schwergewichten der verfügbaren Server-Hardware. Auf dieser Hardware können bis zu 256 Linux-Installationen parallel betrieben werden.

## Linux für eingebettete Systeme
Der Begriff Embedded Linux bezieht sich auf den Einsatz von Linux in kleineren Endgeräten für den Massenmarkt wie in Mobiltelefonen, Tabletcomputern oder PDAs, aber auch in kleinen Einplatinencomputern wie dem Raspberry Pi, dem BeagleBone Black, dem Orange Pi, dem phyBoard-WEGA-AM335x, dem Arduino oder Verwandten. Des Weiteren bezieht sich der Einsatz auf Embedded Hardware, wie sie in der Industrie für diverse Zwecke verwendet wird. Vorteil ist dabei, dass jeder Hersteller Linux auf der einen Seite nach eigenen Bedürfnissen verändern kann, auf der anderen Seite aber auch eine sehr aktive Entwickler-Community vorherrscht, auf deren Ressourcen (z. B. umfangreiche Entwickler-Programmen, bereits bestehender Code wie die Benutzeroberflächen, Erfahrung etc.) die Hersteller dabei zurückgreifen können.
Die meisten Hersteller haben sich für die Entwicklung in verschiedenen Gruppen oder Projekten zusammengeschlossen, die sich meist über die verwendete Hardware oder den Einsatzzweck der Systeme definiert. So existiert auf dem Markt für Mobilfunksysteme die von Google maßgeblich entwickelte Linux-Distribution Android, die seit 2010 Marktführer auf dem Smartphonemarkt ist. So besaß Android von Google im 3. Quartal 2014 einen Marktanteil von 83,1 %, gefolgt von iOS von Apple mit 12,7 %, gefolgt von Windows Phone von Microsoft mit 3 %, gefolgt von Blackberry OS von Blackberry mit 0,8 %, gefolgt von Andere mit 0,4 %. Im gleichen Markt positioniert, aber noch brandneu, ist auch das von Samsung vorangetriebene Betriebssystem Tizen, das hauptsächlich auf ARM-Mikroprozessorsysteme zugeschnitten ist. Entsprechend der gerade erfolgten Neueinführung erscheint Tizen noch nicht in den Verkaufscharts (Stand: Januar 2015).
Technisch gesehen werden Smartphones, Tablets und PDAs meist mit spezialisierten stromsparenden Prozessoren und einem Flash-Speicher ausgestattet. Dort wird dann ein angepasstes und kompaktes Linux betrieben. Beispiele für Hardware, auf der heutzutage Linux eingesetzt wird, sind die Motorola Mobiltelefone A728, A760, A768, A780, A910, E680, E895, das Nokia 770 Internet Tablet und der Sharp Zaurus PDA.
Weitere Embedded Hardware mit integriertem Linux-Betriebssystem findet sich im Bereich SOHO, wo einige Router von Linksys und WLAN-Geräte wie das 4G Access Cube derart ausgestattet sind. Auch in vielen Festplattenrekordern, Satellitenreceivern und DVD-Abspiel- und Aufnahmegeräten findet sich häufig Hardware mit einer angepassten Linux-Variante darin.

### Elektronik
Der Begriff „eingebettetes System“ ist ausgesprochen weitläufig und umfasst sehr viele Arten von äußerst unterschiedlichen Geräten. Neben der Nutzung von Linux in verbreiteten Kommunikationsgeräten wird es auch in elektronischen Steuerungen und Geräten der Mess- und Regelungstechnik und im Bereich der µC (Mikrocontroller) eingesetzt.
Im Unterschied zum Embedded Linux wird das System in diesem Fall für technische Spezialanwendungen eingesetzt. Damit entfällt auf der einen Seite der Massenmarkt, auf der anderen Seite besteht zum Beispiel aber auch weniger Bedarf an einer benutzerfreundlichen und einfach gehaltenen Oberfläche.

## Smartphone- und Tablet-System

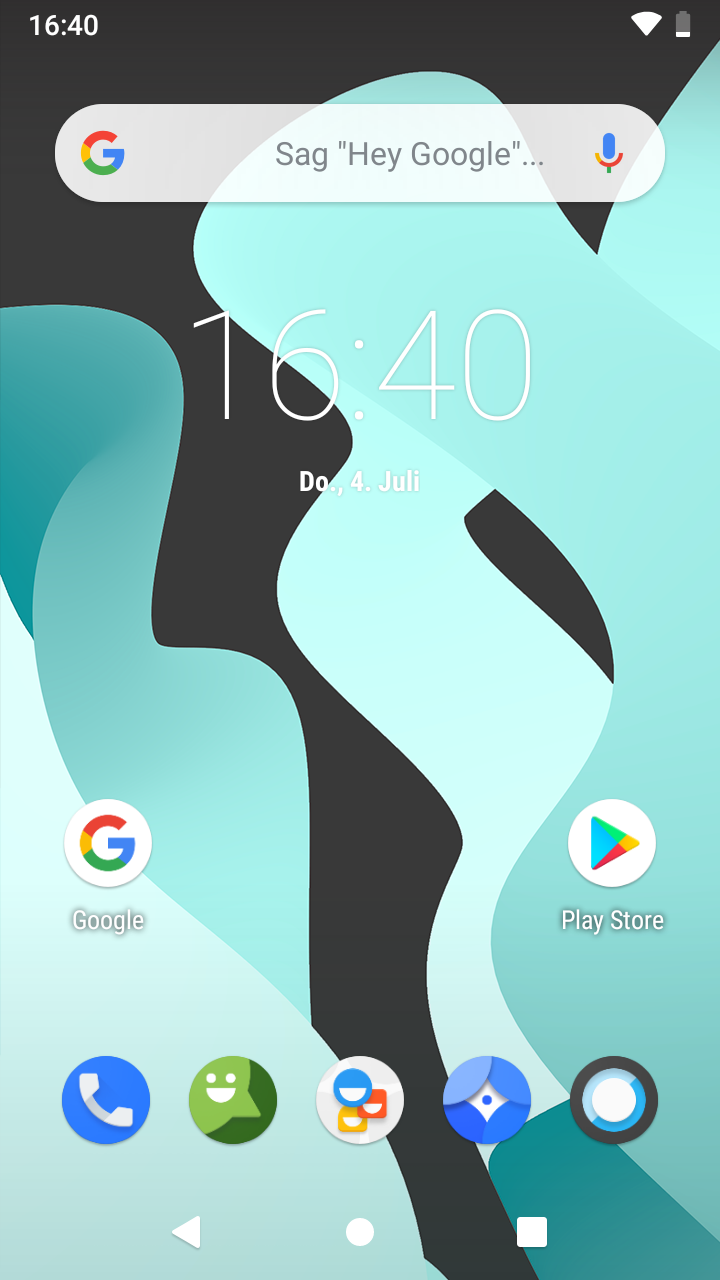
Screenshot des auf Android basierenden LineageOS, dem Nachfolger von CyanogenMod

Für Smartphones und Tablets gibt es speziell optimierte Linux-Distributionen. Sie bieten neben den Telefonie- und SMS-Funktionen, diverse PIM-, Navigations- und Multimedia-Funktionen. Die Bedienung erfolgt typischerweise meist über Multi-Touch oder mit einem Stift. Linux-basierte Smartphonesysteme werden meist von einem Firmenkonsortium oder einer einzelnen Firma entwickelt und unterscheiden sich teilweise sehr stark von den sonst klassischen Desktop-, Embedded- und Server-Distributionen. Anders als im Embedded-Bereich sind Linux-basierte Smartphonesysteme aber nicht auf ein bestimmtes Gerät beschränkt, vielmehr dienen sie als Betriebssystem für Geräte ganz unterschiedlicher Modellreihen und werden oft herstellerübergreifend eingesetzt.
Bekannte Smartphone- oder Tablet-Linux-Distributionen sind neben dem sehr weit verbreiten Android auch Firefox OS, Ubuntu Touch, Maemo, Tizen, Mer, Sailfish OS, MeeGo und WebOS.
Mobile Linux-Distributionen haben seit Ende 2010 die Marktführerschaft auf dem schnell wachsenden Smartphone-Markt übernommen. 2018 hatte allein Android einen weltweiten Marktanteil von 85 %.

## Sicherheitsbereiche
Linux gilt innerhalb von Netzwerken als ausgesprochen sicher und an die jeweiligen Gegebenheiten anpassbar. Daher wird es häufig in sicherheitsrelevanten Bereichen verwendet. Beispiele sind die Nutzung von Linux als Gateway, Router oder als Firewall. Vor allen Dingen die Nutzung als Firewall hat sich schon früh verbreitet und führte dazu, dass eine Vielzahl von Linux-Distributionen speziell für die Firewall-Nutzung entwickelt wurden, die zum Beispiel zum Schutz von Bastion-Host-Systemen eingesetzt werden.

## Großrechner
Mit der freien Verfügbarkeit des Quellcodes und der daraus resultierenden Möglichkeit, das System bestimmten Zwecken anzupassen, hat sich Linux auch in den Anwendungsbereichen von Rechenzentren ausgebreitet. So macht Linux auf Großrechnern, die auf Zuverlässigkeit und hohen Datendurchsatz optimiert sind und häufig in Banken, Versicherungen und großen Unternehmen gefunden werden können, den dort früher häufig installierten speziellen UNIX-Versionen zunehmend Konkurrenz.

### Computercluster
Eine weitere Anwendung ist im Bereich der Computercluster zu finden, bei dem Linux, häufig im Zusammenhang mit Grid-Computing, auf den einzelnen Computern arbeitet, die dann zu großen Netzwerken zusammengeschlossen werden. Dafür stehen neben speziell angepassten Linux-Distributionen auch besondere Dateisysteme wie z. B. das Global File System zur Verfügung. Häufig wird auch ein Linux-Cluster genutzt, um damit die Hochverfügbarkeit unternehmenskritischer Netzwerk-Infrastrukturen sicherzustellen.

### Supercomputing
Der wohl prestigeträchtigste Einsatz von Linux ist der in Supercomputern. Diese Computer stellen die Spitze aktueller Hochleistungsrechner dar und erfahren aus diesem Grund meist besondere Aufmerksamkeit der Presse. Derzeit (November 2017) laufen alle der 500 weltschnellsten Supercomputer unter Linux. Diese Dominanz hat sich beständig von 70 % (Juni 2006) über 85 % (November 2007) entwickelt.

## Sekundärbetriebssystem

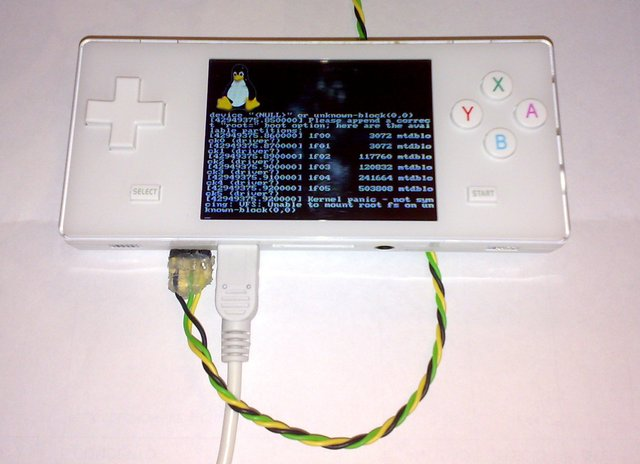
Linux bootet auf einem Dingoo A320

Findigen Tüftlern gelingt es immer wieder, Linux auch für elektronische Geräte anzupassen, die von Hause aus über eine proprietäre Firmware verfügen. Beispiele hierfür sind Linux auf der d-box 2 (digitaler Fernsehreceiver), iPod Linux (MP3-Player) und Xbox-Linux (Spielekonsole). Motivation hierfür sind häufig ihrer Meinung nach vorhandene Unzulänglichkeiten oder nicht notwendige Einschränkungen der Originalsoftware.

## Anhang

### Belege
1. ↑  Dominic White: Connected comment auf Telegraph.co.uk. 2. April 2004
2. ↑  Apple’s operating systems break the 1 out of 10 visit mark in Europe. atinternet.com, 29. September 2011, archiviert vom Original am 16. November 2011; abgerufen am 16. November 2011 (englisch).  Info: Der Archivlink wurde automatisch eingesetzt und noch nicht geprüft. Bitte prüfe Original- und Archivlink gemäß Anleitung und entferne dann diesen Hinweis.
3. ↑  Operating System Market Share. marketshare.hitslink.com, 1. Oktober 2011, abgerufen am 16. November 2011 (englisch).
4. ↑  Stat Counter GlobalStats; Top 5 Operating System Oct 2011. statcounter.com, 1. November 2011, abgerufen am 16. November 2011 (englisch).
5. ↑  Stan Beer: Windows crushing Linux in netbook market: Acer. itwire.com, 17. Dezember 2008, abgerufen am 19. November 2011 (englisch): „[…] Acer and other leading vendors have confirmed that Microsoft Windows XP now dominates the emerging sub-notebook market with more than 90% of new sales. Meanwhile, Linux, which had the netbooks market to itself until April this year, has seen its share of the space eroded to less than 10% in a breath-taking decline.“
6. ↑  Linux, netmarketshare, zugegriffen: 11. September 2012
7. ↑  Immer mehr Linux auf dem Desktop, heise online, zugegriffen: 11. September 2012
8. ↑  Operating system market share. In: www.netmarketshare.com. Abgerufen am 5. September 2015.
9. ↑  Fun statistics. Abgerufen am 31. Dezember 2020.
10. ↑  Eric Brown: LSB 4.0 certifications aim to heal Linux fragmentation. linuxfordevices.com, 8. Dezember 2010, archiviert vom Original am 24. Dezember 2013; abgerufen am 16. November 2011 (englisch): „The LSB spec outlines interoperability between applications and the Linux operating system, “allowing application developers to target multiple versions of Linux with just one software package,” says the LF. Launched in the late ’90s, the LSB working group released its first major LSB 1.1 specification in 2001. […]“  Info: Der Archivlink wurde automatisch eingesetzt und noch nicht geprüft. Bitte prüfe Original- und Archivlink gemäß Anleitung und entferne dann diesen Hinweis.
11. ↑  FFmpeg License and Legal Considerations. Abgerufen am 31. Dezember 2020.
12. ↑  Hinweise zu nicht enthaltenen Multimedia-Formaten in Fedora 9. Abgerufen am 12. September 2008.
13. ↑  heise online: Fraunhofer IIS: Lizenzprogramm für MP3 endet. Abgerufen am 31. Dezember 2020.
14. ↑  Stefan Beiersmann: Spezifikation 1.0 für OpenGL-Nachfolger Vulkan verabschiedet. 17. Februar 2016, abgerufen am 31. Dezember 2020.
15. ↑  heise online: Raytracing in der Low-Level-API Vulkan: SDK und Grafiktreiber verfügbar. Abgerufen am 31. Dezember 2020.
16. ↑  Michael Larabel: Valve Continued Doing A Lot For Linux Gaming & Open-Source Radeon Drivers In 2020 - Phoronix. 30. Dezember 2020, abgerufen am 31. Dezember 2020.
17. ↑  Tim Schürmann: Wie Valve Windows-Spiele auf Linux bringen will. 19. Dezember 2018, abgerufen am 31. Dezember 2020.
18. ↑  Linux News der Woche: […] #DXVK Verbessert DirectX-8-Implementierung […], ComputerBase, am 29.9.2024; Weiteres dazu ggf. auch bei GitHub, (dort allein amerikanisch) unter …/doitsujin/dxvk, ebenda zudem auch mit „Vulkan-based implementation of D3D8, 9, 10 and 11 for Linux / Wine“ (hier zuletzt gesichtet am 30. September 2024)
19. ↑  Vkd3d. Abgerufen am 31. Dezember 2020.
20. ↑  Sven Bauduin: Windows vs. Linux in Spielen: Der große Benchmark-Marathon. In: PCGH. 29. Juni 2023, abgerufen am 15. Oktober 2023.
21. ↑  ProtonDB: Gaming reports for Linux using Proton and Steam Play. Abgerufen am 31. Dezember 2020.
22. ↑  Michael Söldner: Cyberpunk 2077 auch unter Linux lauffähig. 11. Dezember 2020, abgerufen am 31. Dezember 2020.
23. ↑  http://0pointer.de/blog/projects/guide-to-sound-apis.html
24. ↑  Microsoft kann in München nicht "fensterln". In: heise online. 28. Mai 2003, abgerufen am 30. März 2008.
25. ↑  Andreas Donath: Zweitgrößter europäischer Autohersteller steigt auf Linux um auf golem.de, 31. Januar 2007
26. ↑  Mac OS X: What Are All Those Processes?, Gordon Davisson, 2005, Westwind Computing inc., zugegriffen: 3. August 2010
27. ↑  An A-Z Index of the command line, Bill Joy, zugegriffen: 3. August 2010
28. ↑  OS2Linux Project. Sourceforge, abgerufen am 9. Dezember 2013.
29. ↑  Studie: Windows-Server beim Umsatz vorne auf heise.de. 23. November 2005
30. 1 2  Usage statistics and market share of Unix for websites, W3Techs, zugegriffen: 26. Oktober 2012
31. 1 2  Adrian Kingsley-Hughes: The death of the Linux distro. In: The death of the Linux distro. CBS Interactive, 14. Februar 2012, abgerufen am 19. September 2012 (englisch): „„Take a look at how Android has become the dominant Linux distro on mobile platforms. […] So again, while B2G is essentially a Linux distro, people will come […]““
32. ↑  Tobias Költzsch: Smartphone-Markt: Samsung schwächelt weiter, Xiaomi drängt in die Top 5. www.golem.de-Internetportal, 16. Dezember 2014
33. ↑  Canonical bringt Ubuntu auf Smartphones. Archiviert vom Original am 12. Januar 2013; abgerufen am 21. März 2024.
34. ↑  Jolla: Erstes Sailfish-Smartphone Ende 2013 für 400€. chip.de, archiviert vom Original am 7. Juni 2013; abgerufen am 21. März 2024.
35. ↑  Google’s Android becomes the world’s leading smart phone platform. Canalys, 31. Januar 2011, abgerufen am 29. September 2024 (englisch).
36. ↑  Gordon Gottsegen: Apple is rethinking the hearing aid - and now Android is, too. Abgerufen am 31. Dezember 2020 (englisch).
37. ↑  Die 500 schnellsten Supercomputer der Welt laufen alle mit Linux. Archiviert vom Original am 19. November 2017; abgerufen am 19. November 2017.  Info: Der Archivlink wurde automatisch eingesetzt und noch nicht geprüft. Bitte prüfe Original- und Archivlink gemäß Anleitung und entferne dann diesen Hinweis.
38. ↑  Operating system Family. Archiviert vom Original am 30. November 2006; abgerufen am 7. Mai 2017. auf der Webseite top500.org. Juni 2006